# Томилов, Арсентий Тимофеевич
Арсентий Тимофеевич Томилов (20 декабря 1898, дер. Доровица, Вологодская губерния — 23 января 1980, Павинский район, Костромская область) — стрелок 1318-го стрелкового полка 163-й Ромненской стрелковой дивизии 40-й армии Воронежского фронта, рядовой.

## Биография
Родился 20 декабря 1898 года в деревне Доровица (ныне — Павинского района Костромской области). Окончил 4 класса. Участник Гражданской войны. Работал в колхозе.
В 1942 году был призван в Красную Армию. С апреля того же года участвовал в боях с немецко-вражескими захватчиками. В составе 1318-го стрелкового полка громил врага в Курском сражении, освобождал города Белгород, Харьков, Ромны. Особо отличился при форсировании Днепра.
Батальон, в котором служил Арсентий Томилов, первым в полку должен был преодолеть этот водный рубеж, захватить на вражеском берегу плацдарм южнее Киева. Под огнём врага, неся потери, советские бойцы пересекли реку и захватили небольшой плацдарм. Трое суток воины отбивали атаки противников. В этих ожесточённых боях, умело действуя гранатами и ручным пулемётом, уничтожил до взвода вражеских солдат и офицеров. Отвлекая на себя значительные силы противника, горстка смельчаков позволила основным силам дивизии без лишних потерь переправиться в другом месте, в 35 километрах севернее Киева.
Догнав свой полк, батальон вторично вместе с ним форсировал Днепр севернее Киева, вёл упорные бои на захваченном плацдарме, а в начале ноября 1943 года одним из первых ворвался в Киев. Здесь в боях за расширение плацдарма на правом берегу Днепра у хутора Яблонка совершил свой подвиг.
17 октября 1943 года наши солдаты заметили движение немецкого обоза и автотранспорта к переднему краю. Возглавив группу смельчаков из пяти человек, вооружённых автоматами и противотанковыми гранатами, скрытно провёл разведчиков через боевое охранение противника. На дороге организовали засаду. Первая машина с боеприпасами взлетела на воздух от взрыва противотанковой гранаты, точно брошенной командиром группы. Вслед за ним открыли дружный огонь и остальные бойцы. При нападении разведчиками было убито более 20 немцев, захвачено 3 автомашины, 6 повозок с боеприпасами, 1 радиостанция и 12 лошадей.
Представлен к награждению званием Героя Советского Союза за мужество и отвагу, проявленные при форсировании Днепра и расширении плацдарма на правом берегу. Указом Президиума Верховного Совета СССР «О присвоении звания Героя Советского Союза генералам, офицерскому, сержантскому и рядовому составу Красной Армии» от 10 января 1944 года за «образцовое выполнение боевых заданий командования на фронте борьбы с немецко-фашистскими захватчиками и проявленные при этом отвагу и геройство» удостоен звания Героя Советского Союза с вручением ордена Ленина и медали «Золотая Звезда».
Затем были бои за освобождение Житомира и Могилёва, ликвидация Корсунь-Шевченковской и Уманьско-Христиновской группировок противника, форсирование Днестра и пограничного Прута. Сражался пехотинец при разгроме Ясско-Кишинёвской группировки немцев, в боях на территории Румынии. День Победы встретил на границе Австрии.
После войны был демобилизован в звании младшего сержанта. Вернулся в родную деревню. До выхода на пенсию работал в колхозе «Россия»[уточнить]. 
Умер 23 января 1980 года. Похоронен на кладбище в селе Петропавловское Павинского района.

## Награды
- Медаль Золотая Звезда Героя Советского Союза (10.1.1944)[2];
- орден Ленина (10.1.1944)[2];
- медаль «За отвагу» (6.10.1943)[3];
- медаль «За отвагу» (6.12.1944)[4].